# Championnat de Suisse de football de deuxième division 1972-1973
Le championnat de Suisse de football de Ligue nationale B 1972-1973 a vu la victoire du Neuchâtel Xamax.

## Format
Le championnat se compose de 14 équipes. Les deux premiers sont promus en Ligue nationale A. Les deux derniers sont relégués en 1e Ligue.

## Classement final
| Place | Club                 | Pts | J  | V  | N | D  | Buts + | Buts - | Diff. |
| 1e    | Neuchâtel Xamax      | 43  | 26 | 19 | 5 | 2  | 72     | 21     | +51   |
| 2e    | CS Chênois 1         | 37  | 26 | 15 | 7 | 4  | 44     | 24     | +20   |
| 3e    | FC Lucerne 1         | 37  | 26 | 15 | 7 | 4  | 60     | 26     | +34   |
| 4e    | FC Bienne            | 28  | 26 | 11 | 6 | 9  | 45     | 35     | +10   |
| 5e    | Vevey-Sports         | 27  | 26 | 11 | 5 | 10 | 50     | 40     | +10   |
| 6e    | FC Mendrisiostar     | 27  | 26 | 9  | 9 | 8  | 30     | 34     | -4    |
| 7e    | Young Fellows Zurich | 26  | 26 | 11 | 4 | 11 | 35     | 37     | -2    |
| 8e    | Étoile Carouge FC    | 24  | 26 | 8  | 8 | 10 | 36     | 51     | -15   |
| 9e    | FC Wettingen         | 23  | 26 | 8  | 7 | 11 | 30     | 44     | -14   |
| 10e   | FC Aarau             | 22  | 26 | 7  | 8 | 11 | 29     | 42     | -13   |
| 11e   | FC Martigny-Sports   | 21  | 26 | 6  | 9 | 11 | 27     | 45     | -18   |
| 12e   | AC Bellinzone        | 20  | 26 | 7  | 6 | 13 | 30     | 41     | -11   |
| 13e   | SC Brühl             | 18  | 26 | 6  | 6 | 14 | 43     | 58     | -15   |
| 14e   | SC Buochs            | 11  | 26 | 3  | 5 | 18 | 26     | 59     | -33   |

1 Le CS Chênois et le FC Lucerne ayant terminé avec le même nombre de points, un match de barrage sera nécessaire pour les départager.

## À l'issue de la saison

### Match de barrage
| Date         | Vainqueur  | Finaliste  | Score | Lieu     |   |
| 13 juin 1973 | CS Chênois | FC Lucerne | 2 - 1 | Fribourg | * |

 *  - après prolongation

### Promotions
- Le Neuchâtel Xamax et le CS Chênois sont promus en Ligue nationale A
- Le FC Nordstern Bâle et le FC Tössfeld rejoignent la Ligue nationale B

### Relégations
- Le FC Fribourg et le FC Granges sont relégués en Ligue nationale B
- Le SC Brühl et le SC Buochs sont relégués en 1e Ligue

## Résultats complets
- RSSSF